# Gare de Castelsarrasin
Gare de Castelsarrasin vasútállomás Franciaországban, Castelsarrasin településen.

## Vasútvonalak
Az állomást az alábbi vasútvonalak érintik:
- Bordeaux–Sète-vasútvonal
- Ligne de Castelsarrasin à Beaumont-de-Lomagne

## Kapcsolódó állomások
A vasútállomáshoz az alábbi állomások vannak a legközelebb:
- Gare de Moissac (Gare de Bordeaux-Saint-Jean, Bordeaux–Sète-vasútvonal)
- Gare de La Ville-Dieu (Gare de Sète, Bordeaux–Sète-vasútvonal)